# RIZIN FIGHTING WORLD GRAND-PRIX 2016 無差別級トーナメント 2nd ROUND
Cygames presents RIZIN FIGHTING WORLD GRAND-PRIX 2016 無差別級トーナメント 2nd ROUND（サイゲームス・プレゼンツ・ライジン・ファイティング・ワールド・グランプリ・2016 むさべつきゅうトーナメント セカンドラウンド）またはRIZIN.3（ライジン・スリー）は、日本の総合格闘技団体「RIZIN」の大会の一つ。
2016年12月29日に埼玉県さいたま市さいたまスーパーアリーナで開催された。

## 試合結果
第1試合 MMAルール 70.3kg契約ワンマッチ（肘あり） 1R10分/2R5分
◯ 北岡悟 vs.  ダロン・クルックシャンク ×
1R 8:19 フロントチョーク
第2試合 無差別級トーナメント リザーブマッチ 5分2R
○  ワジム・ネムコフ vs.  アリソン・ヴィセンテ ×
1R 0:55 KO（パウンド）
※ネムコフがリザーブ権獲得
第3試合 女子MMAルール 48.0kg契約ワンマッチ 5分3R
×  浅倉カンナ vs.  アリーシャ・ガルシア ○
3R終了 判定0-3
第4試合 MMAルール 68.0kg契約ワンマッチ（肘あり） 1R10分/2R5分
○  矢地祐介 vs.  マリオ・シスムンド ×
1R 0:19 KO（左跳び膝蹴り→パウンド）
第5試合 MMAルール 56.7kg契約ワンマッチ（肘あり） 1R10分/2R5分
○  和田竜光 vs.  カイ・カラ＝フランス ×
3R終了 判定3-0
第6試合 MMAルール 60.0kg契約ワンマッチ（肘あり） 1R10分/2R5分
○  元谷友貴 vs.  アラン・ナシメント ×
3R終了  判定2-1
第7試合 MMAルール 70.3kg契約ワンマッチ 1R10分/2R5分
○  宮田和幸 vs.  アンディ・サワー ×
1R 4:39 腕ひしぎ十字固め
第8試合 MMA特別ルール 56.7kg契約ワンマッチ 3分3R
○  那須川天心 vs.  ニキータ・サプン ×
1R 2:47 KO（パウンド）
第9試合 女子MMA特別ルール 57.15kg契約ワンマッチ（肘あり） 5分3R
○  中井りん vs.  村田夏南子 ×
3R 1:16 リアネイキッドチョーク
第10試合 無差別級トーナメント 2回戦 5分2R
○  ワレンティン・モルダフスキー vs.  シモン・バヨル ×
3R終了 判定3-0
※モルダフスキーがトーナメント準決勝進出
第11試合 無差別級トーナメント 2回戦 5分2R
○  アミール・アリアックバリ vs.  ヒース・ヒーリング ×
3R終了 判定3-0
※アリアックバリがトーナメント準決勝進出
第12試合 無差別級トーナメント 2回戦 5分2R
○  バルト vs.  高阪剛×
3R終了 判定3-0
※バルトがトーナメント準決勝進出
第13試合 無差別級トーナメント 2回戦 5分2R
○  ミルコ・クロコップ vs.  キング・モー ×
2R 1:41 TKO（左アッパー連打→パウンド）
※ミルコがトーナメント準決勝進出